# Kapela Gospe Lipničke u Srednjoj Lipnici
Kapela Gospe Lipničke je rimokatolička kapela u Srednjoj Lipnici, u zaseoku Marićima. Kapela je posvećena Rođenju Blažene Marije Djevice.
U kapeli je po vjerovanju čudotvorna slika Gospe Lipničke, jednog od najstarijih spomenika kršćanske kulture ovog prostora.

## Povijest
Stoljećima su katolici iskazivali pobožnost Gospi kod čudotvorne slike, nalazili utjehu i olakšanje po zagovoru Gospe Lipničke. U vrijeme zabrane vjerskih obreda kapela je bila jedino vjersko središte katolika tuzlanskog kraja.
Zavjetna slika Gospe Lipničke sa Sv. Petrom i Pavlom koja se čuva u kapelici djelo je nepoznatog domaćeg baroknog majstora iz 18. stoljeća. Kapela datira iz 17. stoljeća i nalazi se u zaseoku Marićima. Danas ima status zaštićenog kulturno-povijesnog dobra i nalazi se na popisu nacionalnih spomenika Bosne i Hercegovine. Proglašena je nacionalnim spomenikom na 16. sjednici Povjerenstva za očuvanje nacionalnih spomenika BiH.
Kapela je dugo služila kao crkveno središte. Vjernicima je bila mjestom okupljanja za bogoslužje. Posljedice Bečkog rata, uspješna za katoličke države a porazna za Osmansko Carstvo bile su teške za katolike soljanskog kraja. Uvelike je opao broj vjernika i u ovom kraju i u cijeloj Bosni. Osmanlije su razorile katoličke samostane na području Soliju - Gradovrh, Dolnje Soli i Gornje Soli. Milenko S. Filipović je o kapeli zapisao u zapisu "Lipnica kod Tuzle" da je crkveno središte za katolike u čitavom ovome kraju nakon propasti Franjevačkih samostana u Tuzli. Fratri su se morali skloniti nakon uništenja tih samostana. Otišli su u Lipnicu u "kućar" s Presvetim oltarskim sakramentom. Ondje su se zadržali sve do 1785. godine. Odatle su pastorizirali katolike ovog kraja, a boravišta su im bila Lipnica i Husino, izmjenjujući se u smještaju zbog sigurnosti. No kad je župnik prešao u Tuzli, kapela nije izgubila na sakralnoj važnosti. Naprotiv, uloga joj je narasla. Bivala je sve više molitveno i zavjetno-mariološko svetište. Stoga je u Lipnici od 1823. svećenik koji stalno ovdje boravi i pastorizira područje, uključujući i ono današnje župe Breške. Tako je nastala Lipnička kapelanija koja je trajala do 1838. godine kad je sjedište preneseno i osnovana brežačka župa.
Višekratno obnavljana, a temeljito rekonstruirana 2005. godine.
Svibnja 2014. godine tijekom prirodne nesreće pokrenulo se klizište u neposrednoj blizini kapele. Klizište je sanirano sustavom dubokih drenaža, zatim trup puta u sredini klizišta kamenim rebrima u zoni puta, saniranje labilne kosine tik ispod objekta Kapele i sama kapela je podbetonirana radi sprječavanja eventualnih manjih oštećenja samog objekta. Planira se i pošumljavanje i uređenje pristupa.
Klizište je sanirano 2016. godine. Nastalo je zbog velikih oborina i zbog bespravne gradnje umjetnog jezera na susjednoj parceli, nastalog pregrađivanjem potoka. Iako je sanirano, postojeće umjetno jezero i dalje izaziva nestabilnost terena.

## Gospina slika
Zbog slike Gospe Lipničke poznata je ova kapela. Narodna predaja kaže da je to Gospina slika koja je prije bila u starom tuzlanskom samostanu. 1690. godine fratri su bili protjerani iz ovih krajeva sa svojim pukom. Slika Mati Božje ostala je zaključana u Crkvi. No, spasio ju je beg Nuragić (beg Nuranović), prenijevši ju u svoju žitnicu, prije nego što su Osmanlije zapalile samostan. Beg je sliku čuvao dugo godina. Begova kmetica Akalović, katolkinja, doznala je za sliku. Obavijestila je tuzlanskoga župnika, koji ju je otkupio od bega i smjestio u kapelu u Lipnici. Slika je ostala u kapeli i nakon uspostave brežačke župe. Župnik Ikić (1883. – 1888.; 1891. – 1895.) je u dopisu zapisao "da su njeki muče htjeli istu sliku iznijeti u Brežke, i donieli do bližnjeg brda Rokoč, koje dieli Lipnicu od Brežakah i odtale da nisu mogli nositi dalje, tako da im je se učinila težka, i od oto doba da je svijet počeo ići k njoj kao čudotvornoj, ne samo iz ove tri župe nego i iz Posavine, te iz Viake." 
Prema zamisli povjesničara umjetnosti sliku još nazivamo Lipnička Madona. Na slici je središnji lik Gospe s Malim Isusom u naručju. Oboje su na oblaku. Oko Bogorodica, a iza oblaka vire glave anđela. Svetačka kruna naslikana je svjetlijom bojom. Stoji oko Gospe i Isusa. Prikaz Mati Božje je takav kao da je u svojevrsnom zamahu. Draperija njena ogrtača leprša u bogatim naborima. Sv. Peta i sv. Pavao su u prvom planu slike. Sv. Petar je na desno, s ključevima, simbol vlasti koju je dobio od Krista. Sv. Pavao je na lijevoj strani, s knjigom Sv. Pisma i mačem, simbolom njegovu riječi britke kao mač. Pozadinski dio slike su mirno vedro nebo i crkva u perspektivi.

## Osobine
Sagrađena je koncem 17. stoljeća. Po vrsti je "kuća nad magazom". Ima jedan kat. Na gornjemu su dvije prostorije od "kuće" i sobe. Kuća je uređena kao kapela. U sobi je noćio svećenik. U "kući" su bila ulaznih vrata i pored njih samo kapci koji su se otvarali kad se čitala misa i to mladom nedjeljom. U "kući" je bio oltar dok je bila pokrivena tarabom. Umrli franjevci-svećenici pokopavani su kod samoga kućara.

## Zaštita
Objekt je kulturno-povijesne baštine u ruralnom području Grada Tuzle. Pod zaštitom je države. Zaštićena je baština.

## Vanjske poveznice
- Klix.ba Fotografija: Kapela Gospe Lipničke
- (boš.) Tuzlarije Nacionalni spomenici Tuzlanskog kantona (26): Kapela Gospe Lipničke, 1. kolovoza 2018.